# Théâtre (téléfilm)
Pour les articles homonymes, voir Théâtre (homonymie).
Pour plus de détails, voir Fiche technique et Distribution.
Théâtre (en letton : Teātris) est un téléfilm en deux parties réalisé par Jānis Streičs d'après le roman La Comédienne de William Somerset Maugham (1937), avec Vija Artmane et Ivars Kalniņš dans les rôles principaux. Produit par Riga Film Studio le film est sorti en 1978.

## Fiche technique
- Titre français : Théâtre
- Titre original : letton : Teātris
- Réalisation : Jānis Streičs
- Scénario : Jānis Streičs d'après le roman de William Somerset Maugham
- Directeur de la photographie : Harijs Kukels
- Caméra : Edgars Augusts
- Assistant directeur de la photographie : Baiba Pika
- Direction artistique : Andris Merkmanis
- Second réalisateur : Ilze Līce
- Assistant réalisateur : Raisa Žulanova, Raitis Gosiņš, Ārija Hanzena
- Musique : Raimonds Pauls
- Son : Igors Iakovlevs, Jānis Drīzulis, Leons Vēveris
- Montage : Margarita Surdeko
- Éclairage : Pēteris Zeps
- Maquillage : Rasma Prande
- Costumier : Večella Varslavāne
- Accessoiristes : Jautrīte Ola, Ilga Vītola
- Directeur de production : Augusts Pētersons
- Société de production : Riga Film Studio
- Format : 35 mm - mono
- Pays d'origine :  Lettonie
- Genre : comédie dramatique
- Durée : 131 minutes
- Dates de sortie : 1978

## Distribution
- Vija Artmane : Julia Lambert
- Ivars Kalniņš : Tom Fennel
- Gunārs Cilinskis : Michael Gosselyn
- Eduards Pāvuls : Jimmie Langton
- Valentīns Skulme : Lord Charles
- Elza Radziņa : Dolly de Vries
- Pēteris Gaudiņš : Roger Gosselyn
- Ilga Vītola : Evie
- Maija Eglīte : Avice Crichton
- Lilita Bērziņa : mère de Julia
- Ēvalds Valters : capitaine
- Lilija Amerika : tante Carry
- Arnolds Liniņš : Angelo
- Juris Strenga : dramaturge
- Boļeslavs Ružs : critique
- Aleksandrs Leimanis : prêtre
- Katrīna Pasternaka : lady Denorante
- Jānis Streičs : auteur
- Gunārs Binde : photographe